# هانس رین
هانس رین (انگلیسی: Hans Rinn؛ زادهٔ ۱۹ مارس ۱۹۵۳) لژسوار اهل آلمان بود.
وی در مسابقات کشوری و بین‌المللی در مجموع برندهٔ ۱۳ مدال طلا، ۹ مدال نقره، ۳ مدال برنز شده‌است.